# Mirko Belloni
Mirko Belloni (Rovigo, 4 giugno 2004) è un rugbista a 15 italiano, estremo delle Zebre.

## Biografia
Formatosi nelle giovanili del Monti Rovigo Junior, ha proseguito la maturazione sportiva nelle giovanili del Verona con cui è giunto il debutto in serie A nel 2022.
Tornato a Rovigo nel 2024, con il club del Polesine ha vinto la Coppa Italia e ha raggiunto la finale di campionato, imponendosi anche come miglior giocatore stagionale di Serie A Élite.
A giugno 2025 le Zebre, franchise italiana in United Rugby Championship, hanno annunciato l'ingaggio di Belloni a partire dalla successiva stagione.
A livello internazionale vanta solo presenze giovanili, avendo rappresentato nel 2024 l'Italia U-20 nei Sei Nazioni e nel mondiale di categoria.

## Palmarès
- Campionati italiani: 1
Rovigo: 2024-25
- Coppe Italia: 1
Rovigo: 2024-25